# Reddingshond

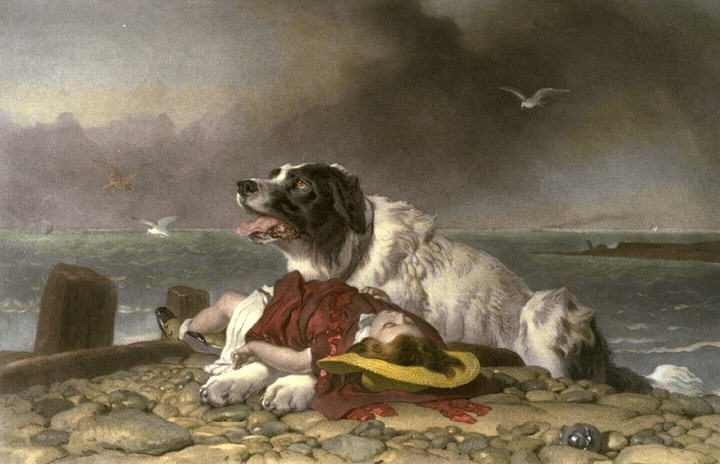
Een hond heeft iemand gered op dit schilderij van Edwin Landseer

Een reddingshond is een hond die getraind is om te assisteren bij reddingsoperaties. Reddingshonden kunnen worden ingezet bij het vinden van slachtoffers. Bij een aardbeving, als er mensen onder het puin bedolven liggen, maar ook verdwaalde kinderen kunnen door een reddingshond worden opgespoord.
Hond en geleider zoeken samen het terrein af (revieren), op zoek naar een slachtoffer. Als de hond iets heeft gevonden dan maakt hij dat kenbaar aan de geleider en brengt hij de geleider naar het slachtoffer toe. Het gaat om slachtoffers die niet mobiel zijn, maar liggen of zitten. Ook mensen in hoge posities, zoals in bomen, worden door reddingshonden opgespoord. Lopende of staande mensen behoren niet tot de doelgroep en zullen niet door de hond worden aangeduid.

## Puin zoeken

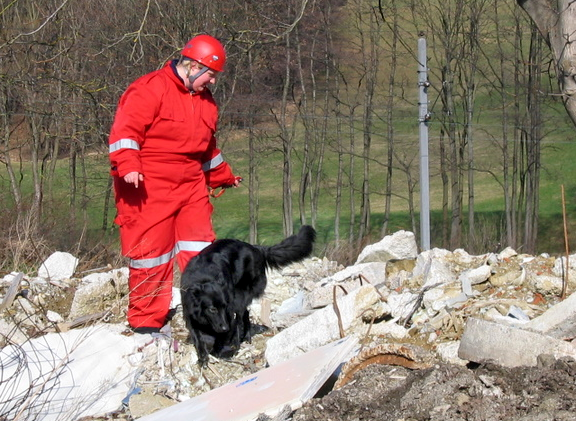
Een reddingshond en begeleider te midden van puin

Puin zoeken is zoeken naar slachtoffers die onder puin bedolven liggen. De hond maakt de geleider duidelijk waar de sterkste geur uit het puin naar buiten komt door te krabben, graven, blaffen en door de lichaamshouding van de hond. Ook kan de hond met zijn lichaamshouding aangeven of het om een levend slachtoffer gaat of om een overledene. Bij grote rampen, zoals aardbevingen, kunnen reddingswerkers met behulp van deze signalen bepalen waar de prioriteit van het reddingswerk moet liggen.

## Lawinehondentraining
Een lawinehondentraining vormt een aanvulling op vlakte- en puintrainingen. Honden kunnen met weinig bijgeuren oefenslachtoffer in de sneeuw opzoeken. De hond geniet vaak van het werken in de sneeuw. De trainingen worden vaak Oostenrijk, Tsjechië of Duitsland gehouden.

## Levende oefenslachtoffers

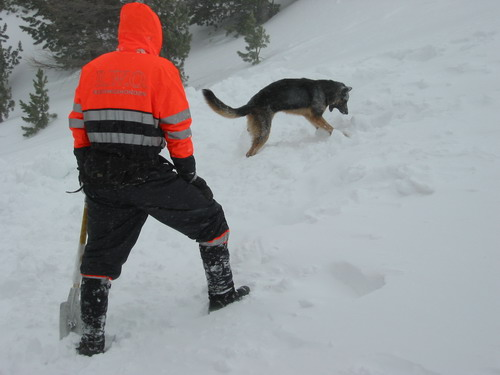
Reddingshond in de sneeuw.

Geleiders dienen om de beurt oefenslachtoffer, zowel bij het vlakte- als het puinzoeken. Reddingshonden worden getraind om levende of dode slachtoffers te zoeken. Het is mogelijk om op beide te trainen.

In Nederland zijn diverse organisaties die zich bezighouden met het zoeken naar vermiste personen. Ze zetten hun honden ook in voor het opsporen van vermiste honden.